# Lopez lake
Lopez Lake es un lago situado cerca de la ciudad de Arroyo Grande, en el Condado de San Luis Obispo, California, Estados Unidos. Tiene una superficie total de 60 millas cuadradas (160 km²) y una capacidad de 49.200 acre-pie (60.700.000 m²). Y provee de agua a las ciudades de Arroyo Grande, Grover Beach, Prismo Beach, Océano y Avila Beach.
El agua es floculada, filtrada y cloorizada para liberarla de agentes patógenos en el Lopez Water Tratament Plant ubicada a 5 km del lago.